# Grzegorz Kacała
Grzegorz Kacała (* 15. März 1966 in Danzig) ist ein ehemaliger polnischer Rugby-Union-Spieler.

## Werdegang
Kacała zählt zu den erfolgreichsten Rugby-Union-Spieler Polens. In seinen Jugendjahren spielte er bei den polnischen Rugbyvereinen RC Lechia Danzig und MKS Ogniwo Sopot. Später wechselte er in die französische Profiliga und kam nach Zwischenstationen bei Olimpique Creusot und dem FC Grenoble für den Rugbyverein CA Brive zum Einsatz, mit dem er 1997 als einziger Pole den Heineken Cup gewinnen konnte und in dessen Finale er zum Man of the Match gekürt wurde. Seine aktive Karriere beendete Kacała 2001 beim walisischen Rugbyverein Cardiff RFC.
Während seiner aktiven Phase spielte Kacała in 30 Partien für die polnische Nationalmannschaft. Nach seinem Karriereende begann er in der polnischen Rugbyliga als Trainer zu arbeiten.